# Wapanucka (Oklahoma)
Wapanucka es un pueblo ubicado en el condado de Johnston en el estado estadounidense de Oklahoma. En el año 2010 tenía una población de 438 habitantes y una densidad poblacional de 257,65 personas por km².

## Geografía
Wapanucka se encuentra ubicado en las coordenadas 34°22′28″N 96°25′21″O / 34.374412, -96.422559.

## Demografía
Según la Oficina del Censo en 2000 los ingresos medios por hogar en la localidad eran de $19,922 y los ingresos medios por familia eran $25,208. Los hombres tenían unos ingresos medios de $19,250 frente a los $16,250 para las mujeres. La renta per cápita para la localidad era de $9,883. Alrededor del 31.7% de la población estaban por debajo del umbral de pobreza.